# نیم‌رسانا

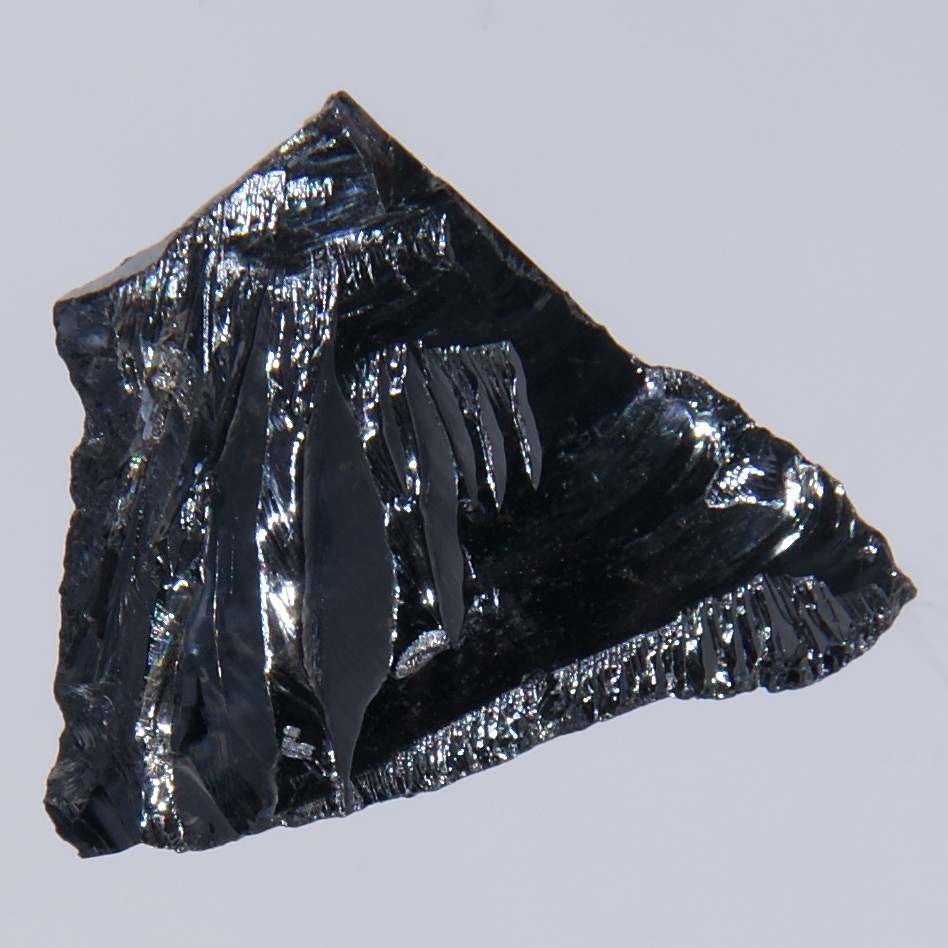
کریستال سیلیکون متداول‌ترین نیم‌رسانای مورد استفاده در میکروالکترونیک و فتوولتاییک است.

نیم‌رسانا یا نیمه‌رسانا یا نیمه‌هادی (به انگلیسی: Semiconductor) عنصری است که رسانایی الکتریکی آن، چیزی بین رسانا (مانند مس) و عایق الکتریکی (مانند شیشه) باشد. مقاومت الکتریکی نیم‌رسانا برخلاف فلزات، با افزایش دما کاهش می‌یابد. رسانایی این مواد را می‌توان با افزایش دقیق و کنترل‌شده آلایندهها تغییر داد، که به این فرایند، دوپینگ یا آلایش گفته می‌شود.
رسانایی نیم‌رساناها در دمای اتاق چیزی بین رسانایی فلزات و نارساناها است. مرز نارساناها و نیم‌رساناها، با پهنای کاف نواری تعیین می‌شود. رسانایی جامدات معیار خوبی برای قضاوت نیست چرا که ممکن است یک ماده در اثر افزایش دما، رسانایی پایین، متوسط یا بالایی از خود نشان دهد. مقدار شکاف باند و رسانایی که مبنای تعیین یک جامد به عنوان نیم‌رسانا یا نارسانا قرار گیرد، به کاربرد آن جامد بستگی دارد. نیم‌رساناها به دو نوع نیم‌رسانای ذاتی و غیرذاتی تقسیم می‌شوند.
نیم‌رساناها در دنیای امروز نقشی اساسی دارند، و تقریباً همه دستگاه‌هایی که استفاده می‌کنیم، مانند گوشی‌های همراه، تبلت‌ها، رایانه‌ها، رادیوها و … به آنها وابسته‌اند.
نیم‌رساناها، خواص جالبی دارند. برای مثال، عبور دادن جریان تنها از یک سمت، داشتن مقاومت الکتریکی متغیر، و حساسیت به نور یا گرما. به دلیل اینکه می‌توان رسانایی نیم‌رساناها را با فرایند آلایش تغییر داد، می‌توان از آن‌ها در کاربردهای تقویت‌کننده، قطع و وصل جریان (کلیدزنی)، و تبدیل انرژی استفاده کرد.
از نیم‌رساناها برای ساخت قطعاتی مانند دیود، ترانزیستور، تریستور، آی سی و … استفاده می‌شود.
پیدایش نیم‌رساناها در الکترونیک، انقلابی در این علم به پا کرده که اختراع رایانه یکی از دستاوردهای آن است.
دانش نوین ما از خواص مواد نیم‌رسانا در حیطه فیزیک کوانتوم و نحوه حرکت حامل‌های بار در ساختار بلوری است. آلایش، تعداد حاملان بار درون ساختار بلوری را افزایش می‌دهد. وقتی یک نیم‌رسانای آلاییده، تعداد بیشتری حفره نسبت به الکترون دارد به آن نیم‌رسانای نوع p (به معنای positive یا مثبت) گفته می‌شود. اگر تعداد الکترون‌ها بیشتر از حفره‌ها باشد به آن نیم‌رسانای نوع n (به معنای negative یا منفی) گفته می‌شود.
صنعت نیم‌رساناها یکی از صنایع رقابتی و پول‌ساز در دنیاست. پیش‌بینی می‌شود بازار جهانی این صنعت در سال ۲۰۱۸ رقمی بالغ بر ۴۷۷٫۹۴ میلیارد دلار باشد. بزرگ‌ترین تولیدکننده تراشه در حال حاضر شرکت سامسونگ می‌باشد که سهم بازار آن در سال ۲۰۱۸ برابر ۷۵٫۸۵ میلیارد دلار بوده‌است. سامسونگ، اینتل، اس‌کی هاینیکس، تی‌اس‌ام‌سی و مایکرون بزرگ‌ترین تولیدکنندگان چیپ در دنیا هستند. بزرگ‌ترین کشورهای تولیدکننده نیم‌رساناها به ترتیب ایالات متحده، کره جنوبی، ژاپن، اتحادیه اروپا، تایوان و چین هستند.

## تاریخچه
رفتار نیم‌رساناها اولین بار در میانه سده ۱۹ و اوایل قرن ۲۰ دیده شد. اولین کاربرد نیم‌رساناها در الکترونیک در سال ۱۹۰۴ و در ساخت آشکارساز سیبیل-گربه‌ای (یک دیود نیم‌رسانای ابتدایی که در ساخت رادیو کاربرد داشت) بود. پیشرفت‌ها در فیزیک کوانتوم به اختراع اولین ترانزیستور در ۱۹۴۷ و اولین تراشه در ۱۹۵۸ انجامید.

## انواع نیم‌رساناها
نیم‌رساناها، بر دو نوع هستند:
1. نیم‌رسانای ذاتی (خالص)
2. نیم‌رسانای غیرذاتی (دارای ناخالصی)

در نیم‌رسانای ذاتی تعداد حفره و الکترون برابر است، در صورتی که در نیم‌رسانای غیرذاتی چنین نیست. نیم‌رسانای غیرذاتی با آلاییدن نیم‌رسانای چهارظرفیتی با یک عنصر سه یا پنج ظرفیتی پدید می‌آید. نیم‌رساناهای غیرذاتی به دودسته تقسیم می‌شوند.
1. نوع پی p یا positive یا گیرنده الکترون آزاد (پذیرنده) که در آن تعداد حفره‌ها بیشتر است.
2. نوع ان n یا negative یا دارنده الکترون آزاد (دهنده) که در آن تعداد الکترون‌ها بیشتر است.

## خواص نیم‌رسانا

### رسانایی الکتریکی متغیر
نیم‌رساناها در حالت طبیعی خود رسانایی اندکی دارند چرا که برای برقراری جریان الکتریکی، الکترون‌های آزاد لازم است و نوار رسانش نیم‌رساناها پر است، و از ورود الکترون‌های آزاد جلوگیری می‌کنند. با روش‌های مختلفی مانند «آلایش» و «اثر میدان یا دروازه‌سازی» می‌توان رسانایی نیم‌رساناها را مانند مواد رسانا افزایش داد، که به نیم‌رساناهای نوع-n و نوع-p می‌انجامد. اگر تعداد الکترونها نامیزان باشد مواد تبدیل به رسانا می‌شوند.

### پیوندناهمگون
پیوندناهمگونها زمانی اتفاق می‌افتند که دو ماده نیم‌رسانا که به‌طور مختلف آلاییده شده‌اند به یکدیگر متصل شوند. برای مثال زمانیکه ژرمانیوم p-آلاییده و n-آلاییده را به هم متصل کنیم.  این کار باعث تبادل الکترون و حفره بین دو ماده نیم‌رسانای آلاییده مختلف می‌شود. ژرمانیوم n-آلاییده تعداد الکترون‌های بیشتر و ژرمانیوم p-آلاییده تعداد حفره‌های بیشتری خواهد داشت. این تبادل تحت فرآیندی به نام «بازترکیب» تا زمان ایجاد تعادل کامل ادامه خواهد داشت. در این فرایند الکترون‌های مهاجر نوع-n با حفره‌های مهاجر نوع-p در تماس قرار خواهند گرفت. یکی از محصولات این فرایند، یون‌های باردار است، که باعث پدیدآمدن میدان الکتریکی می‌شود.

### الکترون‌های برانگیخته
اختلاف در پتانسیل الکتریکی در یک نیم‌رسانا می‌تواند باعث خارج شدن از تعادل گرمایی و قرار گرفتن در یک وضعیت نامتعادل شود. این کار باعث ایجاد الکترون و حفره می‌شود، که تحت فرآیندی به نام پخش هردوقطبی با یکدیگر واکنش نشان می‌دهند. هرگاه تعادل گرمایی در یک نیم‌رسانا به هم بریزد، تعداد الکترون‌ها و حفره‌ها تغییر می‌کند. اختلاف دما یا فوتون‌ها که می‌توانند وارد سیستم شده و الکترون یا حفره ایجاد کنند می‌توانند باعث به هم خوردن این تعادل شوند.

### تابش نور
در بعضی نیم‌رساناها، الکترون‌های برانگیخته برای برگشتن به حالت عادی به جای تولید گرما از خود نور تابش می‌کنند. از این نیم‌رساناها برای ساخت ال ئی دی‌ها و کوانتوم دات‌ها استفاده می‌گردد.

### رسانش گرمایی بالا
از نیم‌رساناهای با ضریب رسانش گرمای بالا می‌توان برای کاربردهایی که نیاز به دفع بالای گرما است در کاربردهای الکترونیک استفاده کرد.

### مبدل انرژی گرمایی
مواد نیم‌رسانا ضریب توان ترموالکتریک بالایی دارند و برای استفاده در مولدهای ترموالکتریک و کولرهای ترموالکتریک بسیار کاربردی هستند.

## عناصر نیم‌رسانا

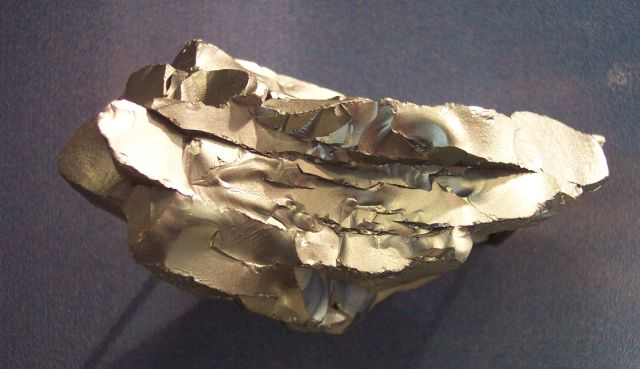
یک قطعه از عنصر سیلیسیم

از عناصر نیم‌رسانا می‌توان به سیلیسیوم و ژرمانیوم که پایهٔ الکترونیک هستند اشاره کرد.
سیلیسیوم در حالت عادی نیم‌رسانا است و در جدول تناوبی در گروه چهار اصلی و زیر کربن قرار دارد و چهار ظرفیتی می‌باشد یعنی چهار الکترون در آخرین نوار خود دارد. حال اگر یکی از عناصر گروه مجاور را به سیلیسیوم بیافزاییم، باعث می‌شویم که سیلیسیوم قابلیت رسانایی بالاتری پیدا کند. اگر عنصر اضافه شده از گروه سوم اصلی باشد مثلاً آلومینیوم، آنگاه مادهٔ بدست آمده نیم‌رسانای نوع-p می‌شود و اگر عنصر اضافه شده از گروه پنج اصلی باشد مثلاً آرسنیک، آنگاه مادهٔ بدست آمده نیم‌رسانای نوع-n می‌شود. ژرمانیوم از این جهات مانند سیلیسیوم است ولی تفاوت‌هایی هم با آن دارد. با افزودن ۰/۰۰۱٪ آرسنیک به ژرمانیوم رسانش آن ۱۰ هزار برابر افزایش پیدا می‌کند.

## ساخت ادوات الکترونیکی با نیم‌رسانا

### ساخت دیود از نیم‌رساناها
از پیوند نیم‌رسانای نوع n با نوع p، قطعه‌ای به نام دیود بدست می‌آید که خاصیت یکسوسازی آن کاربرد بسیاری را در الکترونیک دارد.

#### خاصیت دیود
دیود از نوع سیلیسیم تا ولتاژ حدود ۰/۷ ولت عایق بوده و بعد از آن به یک رسانای خوب تبدیل می‌شود. این ولتاژ آستانهٔ تحریک برای دیودهای مختلف متفاوت است و مثلاً برای دیودهای ژرمانیومی حدود ۰/۲۵ ولت است؛ یعنی برای روشن شدن دیود ژرمانیومی ۰/۲۵ ولت نیاز است ولی برای روشن‌شدن دیود سیلیسیومی ۰/۷ ولت لازم است.

### ساخت ترانزیستور از نیم‌رساناها
ترانزیستور از پرکاربردترین و اصلی‌ترین عناصر در مدارات الکترونیکی و مجتمع می‌باشد.
اگر نوع p را با نوع n و دوباره با نوع p پیوند دهیم عنصر بدست آمده ترانزیستور pnp نام خواهد داشت. برعکس اگر اگر نوع n را با نوع p و دوباره با نوع n پیوند دهیم عنصر بدست آمده ترانزیستور npn نام خواهد داشت که بیشتر از ترانزیستور pnp در صنعت کاربرد دارد.

### ساختتریستور
با اتصال pnpn، تریستور به دست می‌آید.

## نگارخانه

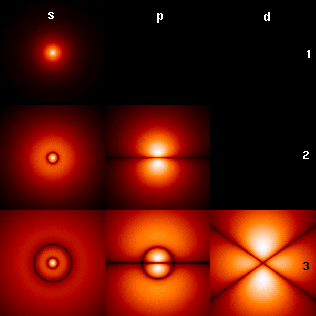
در اتم هیدروژن الکترون در مدار مشخصی دور می‌زند.
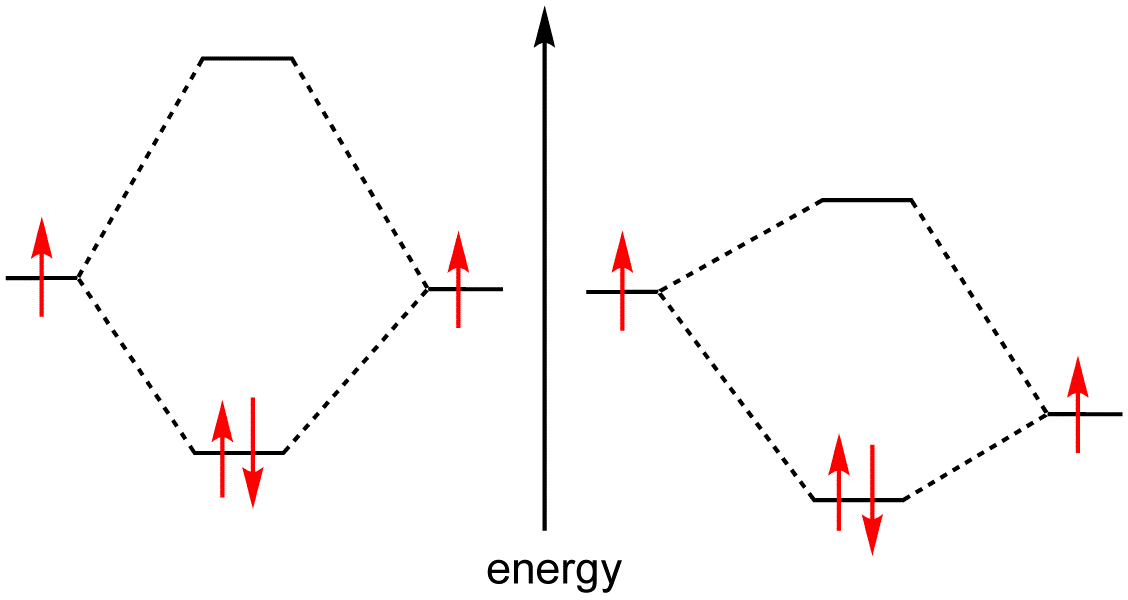
قراردادن دو الکترون پیش هم باعث تغییر محل اوربیتال‌ها می‌شود و باعث ایجاد پیوند کووالانسی خواهد شد. طبق اصل طرد پاولی هر حالت فقط می‌تواند شامل یک الکترون باشد.
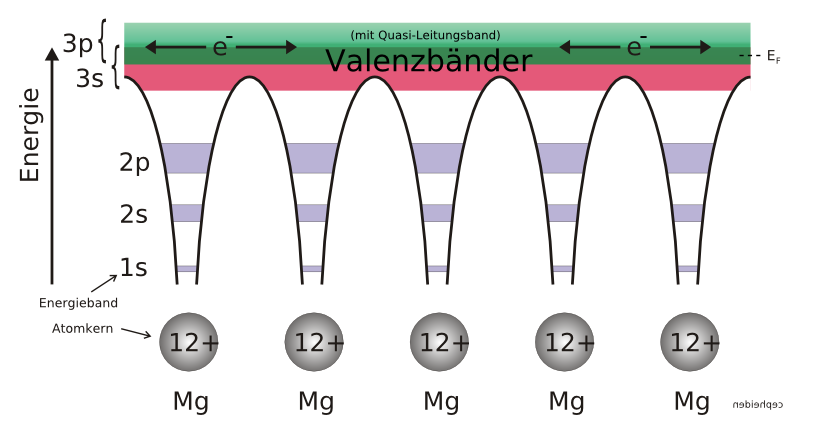
این کار می‌تواند با اتم‌های دیگری ادامه یابد. به یاد دارید این فلز است، نه نیم‌رسانا.
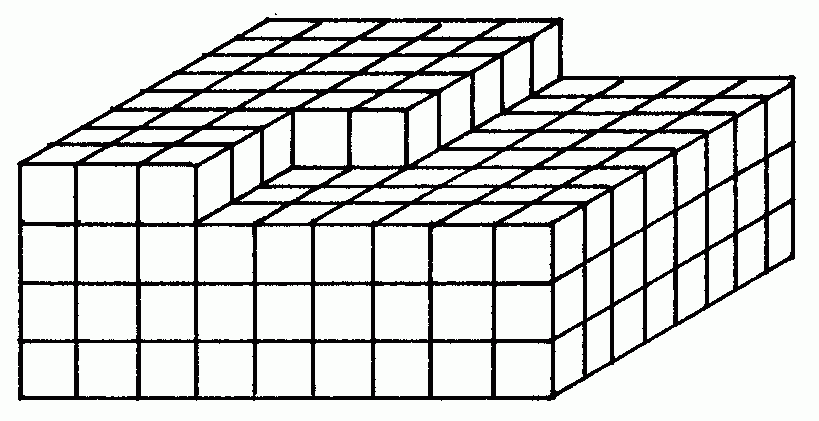
ادامه چینش مکعب‌ها بلور را ایجاد می‌کند.
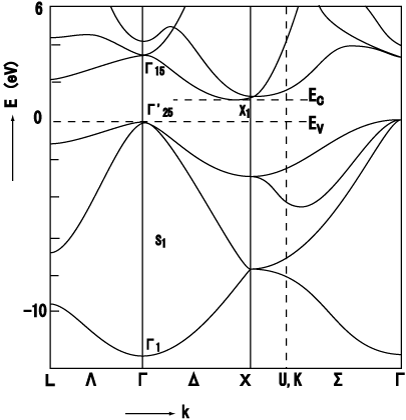
برای این جسم جامد منظم، ساختار نواری می‌تواند محاسبه یا اندازه‌گیری شود.